# Filipijnse tortel
De Filipijnse tortel (Streptopelia dusumieri) is een duif. De wetenschappelijke naam van deze duif werd als Columba Dusumieri in 1823 gepubliceerd door Coenraad Jacob Temminck. Het is een door soortconcurrentie kwetsbaar geworden vogelsoort die voorkomt op de Filipijnen en in het uiterste noorden van Sabah (Oost-Maleisië).

## Kenmerken
De vogel is 30 tot 33 cm lang. De vogel lijkt op de Javaanse tortel. De tortel is licht grijsbruin met een licht blauwgrijze kruin, veel lichte gekleurd dan bij de Javaanse tortel. Achter in de nek bevindt zich een zwart gekleurde nekband, onder de zwarte nekband zit een oranjekleurige vlek. De Filipijnse tortel is verder ook fletser van kleur.

## Verspreiding en leefgebied
Deze soort is endemisch op de Filipijnen. De leefgebieden zijn open landschappen met afwisselende grasland en struikgewas, ook wel agrarisch gebied en tussen Borneo en de Filipijnen is de vogel ook aangetroffen in mangrove. Er zijn populaties die in stedelijk gebied zijn geïntroduceerd.

## Status
De Filipijnse tortel heeft een beperkt verspreidingsgebied en daardoor is de kans op uitsterven aanwezig. De grootte van de populatie is niet gekwantificeerd, maar plaatselijk is de vogel zeldzaam geworden. De populatie-aantallen nemen af door concurrentie met de veel meer voorkomende  parelhalstortel (Spilopelia chinensis) en rode tortel (Streptopelia tranquebarica). Om deze redenen staat deze soort als kwetsbaar op de Rode Lijst van de IUCN.